# Побузьке
Побу́зьке  (у розмовній мові Побу́жжя) — селище в Голованівському районі Кіровоградської області України, центр Побузької громади. Населення — 6042 осіб (2011).

## Розташування

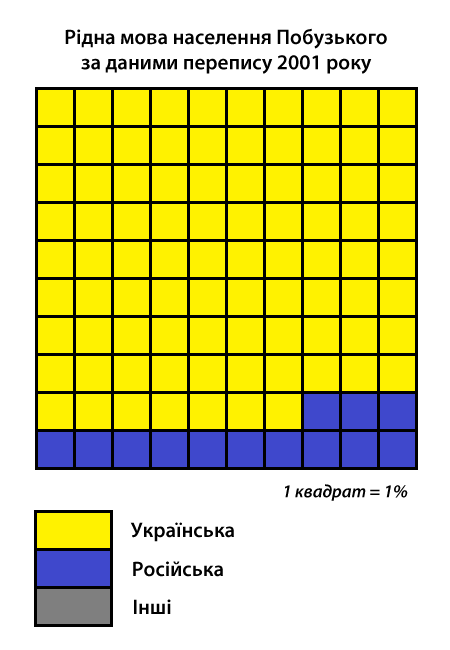
Рідна мова населення Побузького за даними перепису 2001 року

Селище розташоване неподалік Південного Бугу. Найближче (30 км) велике місто — Первомайськ (Миколаївська область).

## Населення

### Мова
Розподіл населення за рідною мовою за даними перепису 2001 року:
| Мова            | Кількість | Відсоток |
| --------------- | --------- | -------- |
| українська      | 5081      | 86.65%   |
| російська       | 745       | 12.70%   |
| вірменська      | 11        | 0.19%    |
| білоруська      | 8         | 0.13%    |
| румунська       | 7         | 0.12%    |
| болгарська      | 1         | 0.02%    |
| циганська       | 1         | 0.02%    |
| німецька        | 1         | 0.02%    |
| інші/не вказали | 9         | 0.15%    |
| Усього          | 5864      | 100%     |

## Історія
Наймолодше селище Голованівського району, що на Кіровоградщині. Воно почало писати свою сторінку в історії 1959 року, як майбутня база для металургійного комбінату по виробництву феронікелю.
Селище Побузьке розташоване на південь за 28 км від районного центру і за 3 км від залізничної станції Нікель-Побузький. Назване від близькості з річкою Південний Буг (4 км). Населення 5582 людини. 
9 червня 1956 року вийшла постанова Ради Міністрів СРСР №857 про проєктування і будівництво нікелевого заводу та житлового селища поблизу села Капітанки. Історія його будівництва та становлення досить нелегка. В кінці 60-х будівництво заводу було припинено через те, що на півночі СРСР і на Уралі було відкрито ряд перспективніших родовищ нікелевих руд, де можна було налагодити більш потужні виробництва. Але на той час досить успішно розбудовувалася соціальна база для майбутнього Побузького металургійного комбінату. Вже за перший рік було введено кілька житлових будинків, з 1960 року почала діяти школа (перший директор М. М. Полєвий, 80 учнів), в 1962-му відкрито дільничну лікарню (перший головний лікар М. Й. Коренєв), лазню, хлібозавод, кочегарку, два дитячих садочки. В цей час будівництво заводу очолював директор, інженер-металург М. С. Антипанов, великий обсяг будівельних робіт здійснювало Будуправління №6 (начальник В. М. Мельник), хоча до робіт були задіяні навіть "зеки" – до 1000 чоловік, ті, що відбували покарання за не тяжкі злочини. Їхня зона знаходилася на вулиці Радянської Армії, яку, втім, і понині називають „зоною”.
В 1961 р. Капітанка (Капітанка-2) була перейменована на смт Побузьке, — в 1961 році Побузьке отримало статус селища міського типу.
У 1966 році в Побузькому запрацювала філія Вольногірського індустріального технікуму, який готував для майбутнього заводу кадри: електриків, теплотехніків, механіків, технологів, спеціалістів КВПіА. Більше 250 чоловік стали учнями цього технікуму. Відступати вже не було куди. Остаточне слово про завершення будівництва заводу сказав XXIV з’їзд КПРС, який включив у план наступної п’ятирічки пункт: „Завершити будівництво Побузького нікелевого заводу”. Згідно цього рішення було виділені необхідні асигнування і вже в кінці 1972 року завод видав першу продукцію.
Великий внесок для становлення та успішної роботи заводу зробили директори, кандидати технічних наук О. Є. Бурочкін, В. Д. Ліньов та С. Г. Мітцев. 
1996-2000 р.р. завод не працював. Селище залишилося без засобів існування, без тепла і надії на виживання. Багато фахівців виїхало. Прекрасне молоде селище, яке мало десятки сучасних магазинів, ресторан, готель, Будинок культури, спортивний комплекс, музичну школу, чотири дитячих садки, загальноосвітню школу на 1000 учнів, Будинок дитячої творчості, дільничну лікарню тощо постало перед загрозою свого існування. Першу надію селищу подарувала фірма Нікомет ЛТД, яка інвестувала у відновлення виробництва 7 млн. дол. США. В травні 2001 року завод відновив плавку металу. Але в грудні того ж року внаслідок аварії було знищено майже половину основного обладнання та інженерних мереж плавильного цеху. Відновити їх новим господарям виявилося не під силу.
У 2003 році контрольний пакет акцій ТОВ „ПФК” придбали фірми „Дагаскар Девелопмен Лімітед” і „Пегір Трейдінг”. Вклавши у виробництво до 20 мільйонів доларів США, в грудні того ж року завод знову відновив роботу. Велика заслуга в цьому генерального директора Микити Варфоломійовича Новікова, який зумів належним чином організувати відновлювальні роботи і налагодити безперебійне виробництво. В 2004 р. ТОВ „ПФК” відзначено почесним званням „Краще підприємство”, а продукція – знаком якості „Вища проба”, в 2007 р. – кращим підприємством СНД.
Сьогодні комбінат працює на імпортній руді, яку завозять із Нової Каледонії та Індонезії, а до 2003-го руда добувалася з місцевих кар’єрів, запас якої становив 13,2 млн. тонн.
Завдяки заводу селище повернулося до нормального життя. Завод вкладає значні кошти у функціонування власної бази відпочинку, Будинку культури, лікарні, спортивного комплексу, дитячих садочків тощо. Переважно коштом заводу в селищі збудовано православний храм.
За 5 км від Побузького обабіч траси Київ-Крим знаходиться єдиний в світі Музей ракетних військ стратегічного призначення. Щосуботи в селищі працює ринок.
У Побузькому народилися: кандидат наук І. В. Плетяний, лауреати міжнародних та Всеукраїнських музичних конкурсів: піаніст Олексій Іванченко, баяністи Олексій Тітов та Андрій Сєрков, саксофоніст Микола Нерук, трубач Олександр Плохотнюк та співачка Ганна Касевич. При Будинку культури і музичній школі (рік заснування 1969 р., перший директор Філоненко В. В.) діють колективи, що мають звання народних, лауреати районних та обласних конкурсів: хор „Візерунки” (засновник і керівник В’ячеслав Бомба), вокальний ансамбль „Деліція”, духовий оркестр (керівник Андрій Титаренко). Місцева спортшкола підготувала десятки майстрів спорту, призерів чемпіонатів України з велоспорту, боротьби дзюдо тощо.

## Інфраструктура
У Побузькому функціонує Побузький феронікелевий комбінат. Побузьке родовище окислених залізонікелевих руд стало сировинною базою для Побузького нікелевого заводу (смт Побузьке Голованівського району Кіровоградської області). Основна його продукція — феронікель. Нікель має широке застосування у виробництві сплавів, якісних сталей, машинобудуванні, військовій техніці тощо.  Існує загальноосвітня школа, залізнична станція Нікель-Побузький. Два відділення банків України. Відремонтована лікарня - яка обслуговує і мешканців навколишніх сіл. Будинок культури - з багатьма секціями та гуртками. ЦДЮТ. Побузька дитяча музична школа. Відділення трьох поштових компаній.
Працює Митний пост «Побузьке» (смт Побузьке, вул. Промислова, 12) проводить митне оформлення товарів суб’єктів зовнішньоекономічної діяльності, супроводжуваного та несупроводжуваного багажу, вантажних, міжнародних поштових відправлень, міжнародних експрес-відправлень фізичних осіб по районах області: Гайворонському, Ульянівському, Новоархангельському, Вільшанському, Голованівському за виключенням квітів та транспортних засобів.
Поблизу селища міститься Музей ракетних військ стратегічного призначення.

## Галерея

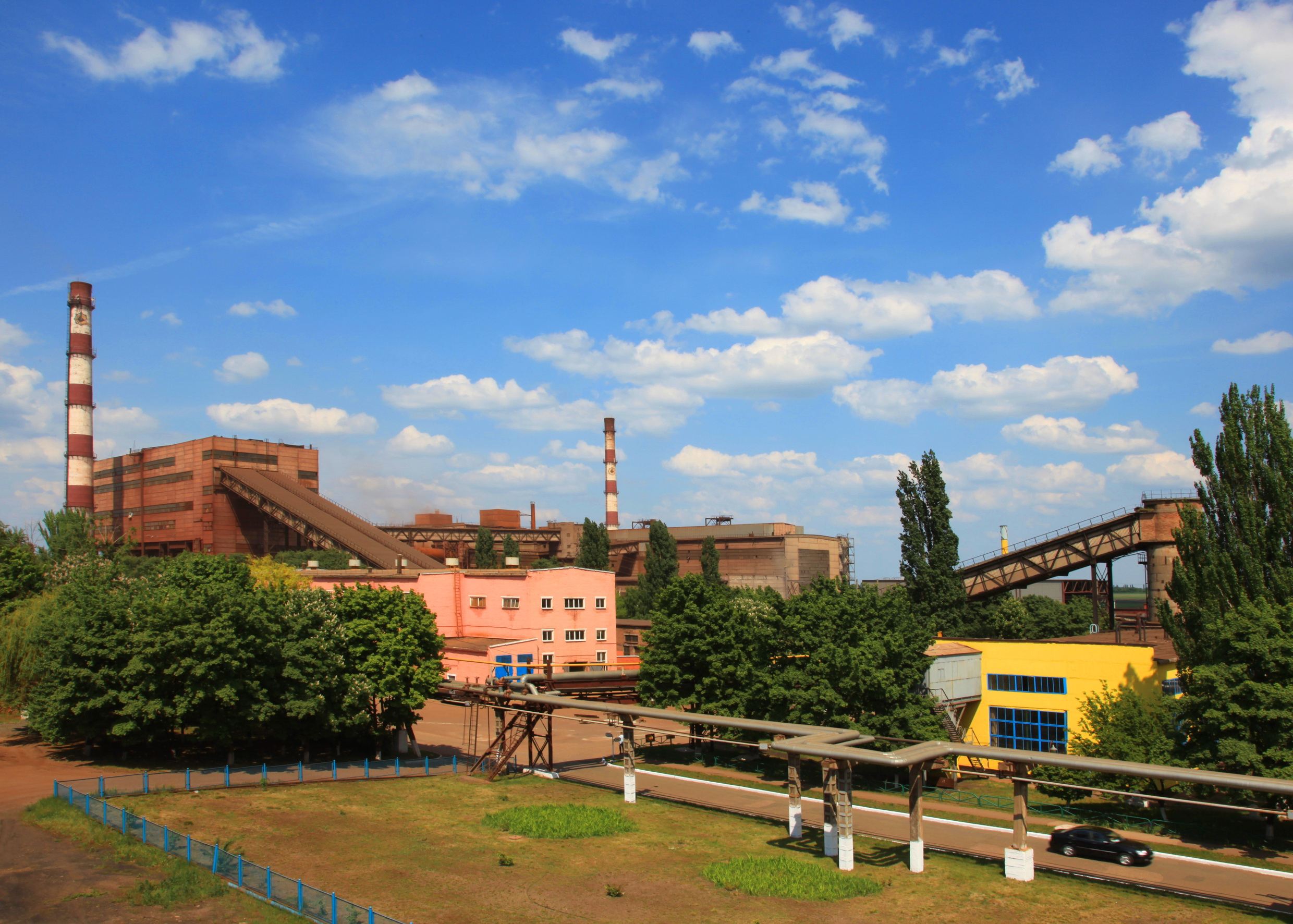
Побузький феронікелевий комбінат
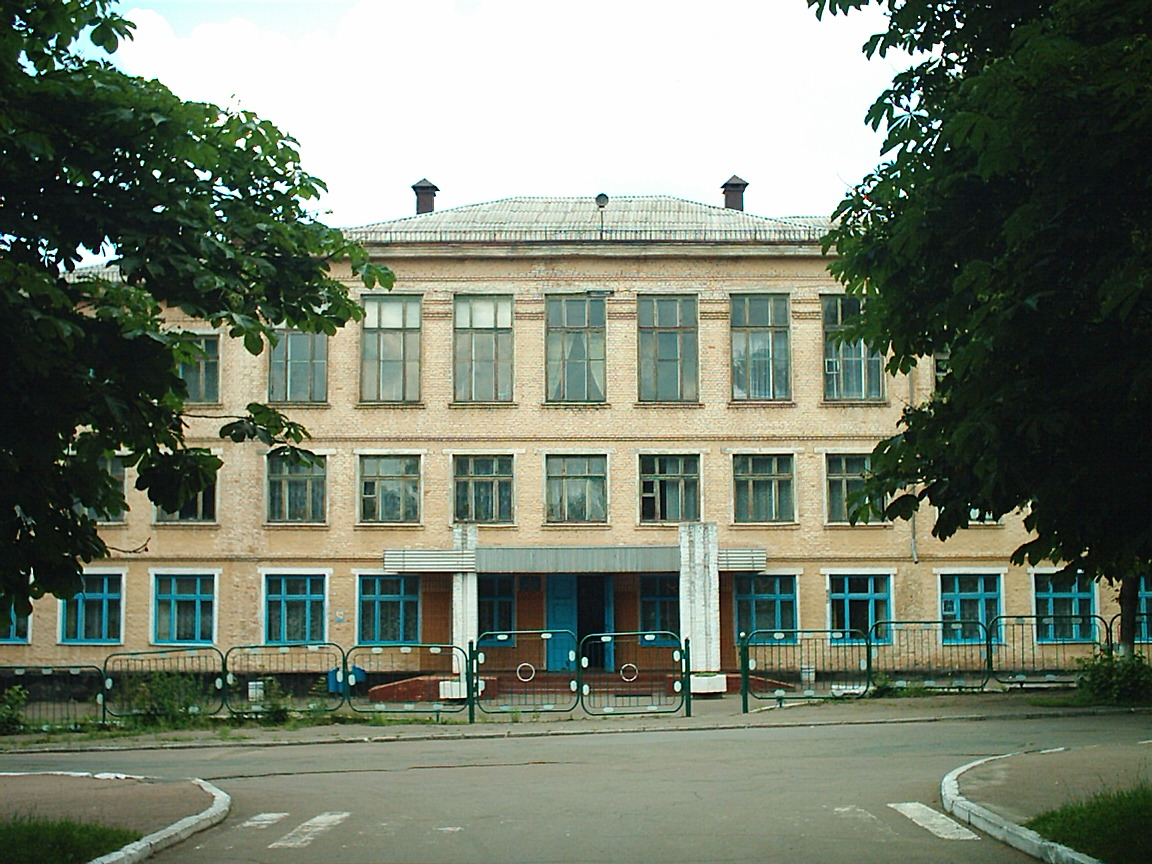
Побузька загальноосвітня школа I-III ступенів
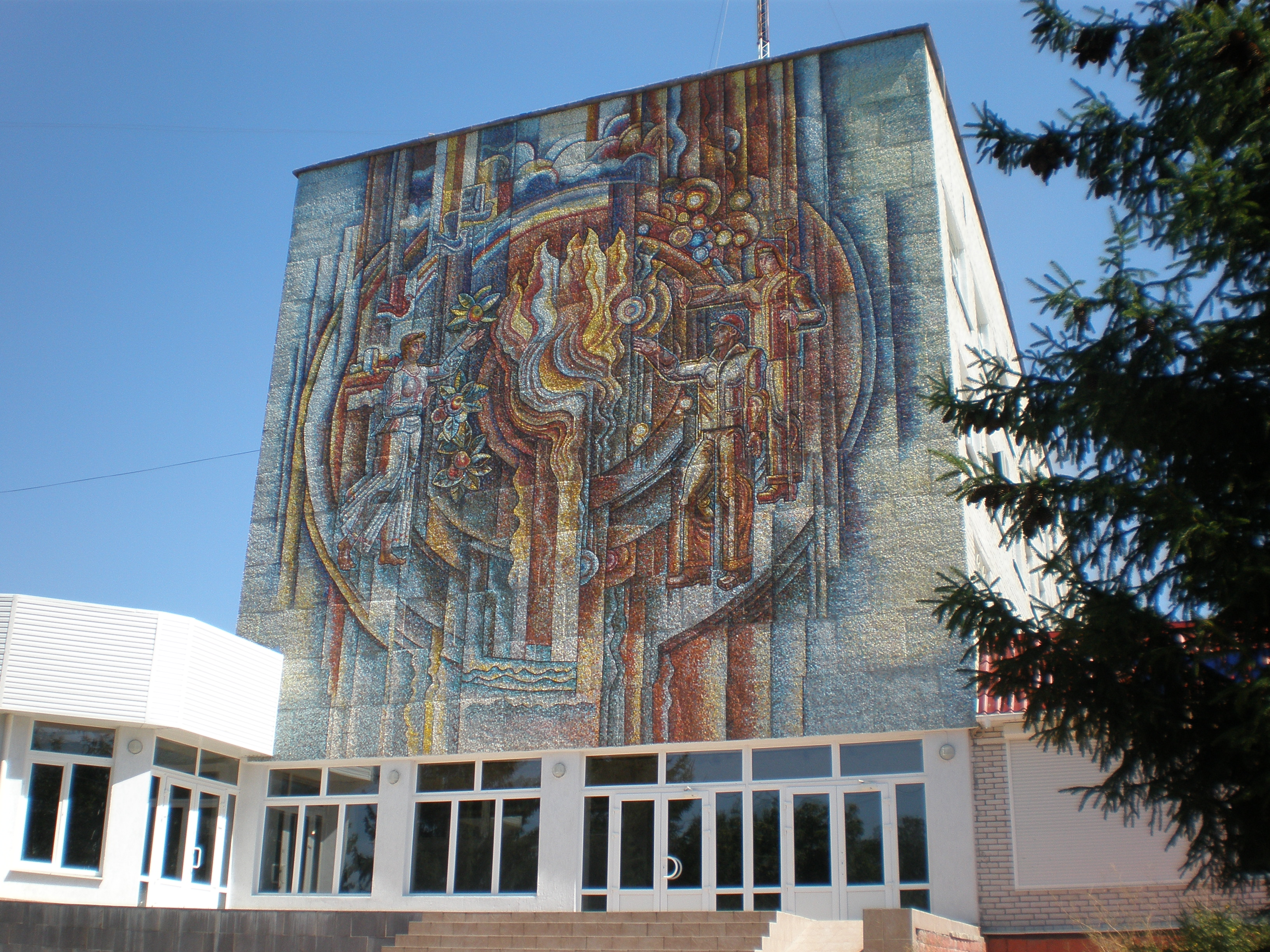
Мозаїка "Слава металлургам Побужжя"